# Françoise Bonnot
Françoise Bonnot (ur. 17 sierpnia 1939 w Bois-Colombes, zm. 9 czerwca 2018 w Paryżu) – francuska montażystka filmowa. 

## Życiorys
Córka montażystki Monique Bonnot, znanej ze współpracy z reżyserem Jean-Pierrem Melvillem. Françoise rozpoczęła pracę w branży właśnie od asystowania matce przy pracy nad jego filmami, by później już samodzielnie zmontować jego Armię cieni (1969).
Trzykrotnie nominowana do Cezara. Laureatka Oscara za najlepszy montaż do politycznego thrillera Z (1969) Costy-Gavrasa. Z reżyserem tym jeszcze siedmiokrotnie współpracowała przez następne dekady przy jego filmach: Spowiedź (1970), Stan oblężenia (1972), Sekcja specjalna (1975), Blask kobiecości (1979), Zaginiony (1982, BAFTA za najlepszy montaż), Hanna K. (1983) oraz Miejski obłęd (1997).
Poza Gavrasem montowała również filmy dla takich reżyserów, jak m.in. Roman Polański (Lokator, 1976), Jean-Jacques Annaud (Czarne i białe w kolorze, 1976), Volker Schlöndorff (Miłość Swanna, 1984), Michael Cimino (Rok smoka, 1985) czy Ridley Scott (1492. Wyprawa do raju, 1992). W ostatnich latach swojej kariery najczęściej współpracowała z Julie Taymor (Tytus Andronikus, 1999; Frida, 2002; Across the Universe, 2007; Burza, 2010).
Jej mężem był znany reżyser i twórca thrillerów Henri Verneuil. Para miała dwoje dzieci. Syn Patrick Malakian również został reżyserem filmowym.